# The Writing on the Wall
"The Writing on the Wall" é uma canção da banda inglesa de heavy metal Iron Maiden, lançada oficialmente em 15 de julho de 2021 como o single principal de seu décimo sétimo álbum de estúdio, Senjutsu (2021). Lançado sete semanas antes do álbum, ele marca o tempo mais longo entre o lançamento de um single do Iron Maiden, já que o último single da banda foi "Empire of the Clouds" de 2016.
Em 2021, a canção foi eleita pela Loudwire como a 14ª melhor música de metal de 2021.

## Videoclipe
O videoclipe da música foi dirigido por Nicos Livesey do BlinkInk, um estúdio de animação com sede em Londres, em colaboração com Bruce Dickinson e ex-executivos da Pixar e fãs de longa data do Maiden, Mark Andrews e Andrew Gordon, por meio de reuniões semanais da Zoom.
O clipe é uma história escrita por Dickinson, inspirada nas histórias bíblicas da festa de Belsazar e Daniel, bem como outras referências bíblicas apresentando o mascote da banda, Eddie, em vários estilos influenciados pela arte dos álbuns anteriores. Os efeitos visuais foram fornecidos pelo BlinkInk com fãs da banda alcançando ideias de storyboard de todo o mundo.

## Créditos
- Bruce Dickinson - vocais
- Dave Murray - guitarras
- Janick Gers - guitarras
- Adrian Smith - guitarras
- Steve Harris - baixo, co-produção
- Nicko McBrain - bateria

Produção
Kevin Shirley  - produção, mixagem

## Desempenho nas tabelas musicais
| Tabela musical (2021)             | Melhor posição |
| --------------------------------- | -------------- |
| Reino Unido — UK Rock Chart (OCC) | 15             |